# Hrobka rodu Kordíků
Hrobka rodu Kordíků se nachází na okraji lesa nedaleko serpentin pod obcí Čachrov v Šumavském podhůří. 

## Historie
Rod Kordíků vlastnil čachrovské panství od roku 1792 až do roku 1891. Petr Kordík na přelomu 60. a 70. let usiloval o vedení železnice z Klatov na Železnou Rudu přes Čachrov. Vybudoval vápenky, pivovar a infrastrukturu s vidinou velkého bohatství. Dráha ale nakonec zvolila variantu přes Nýrsko a celý rod výrazně zchudl. Hrobku vybudoval Petr Kordík nedaleko vápenky, kterou vlastnil a provozoval. Byly zde pochovány v kovových (olověných) rakvích dvě dospělé osoby a dítě. V červenci 1903 vnikli do hrobky kočovníci tábořící u Běšin, poškodili oltář a pokoušeli se otevřít rakev Alžběty Kordíkové. Olověný vnitřek rakve nechali nepoškozený. Na konci 20. století se hrobka stala opakovaným terčem vandalů a údajně i satanistů. Devastován byl interiér hrobky, rakve byly otevřeny a ostatky zemřelých údajně poházeny v okolí. V roce 2005 byly ostatky pochovány na čachrovském hřbitově. Hrobka je v soukromém vlastnictví, je ve špatném stavu.

## Galerie

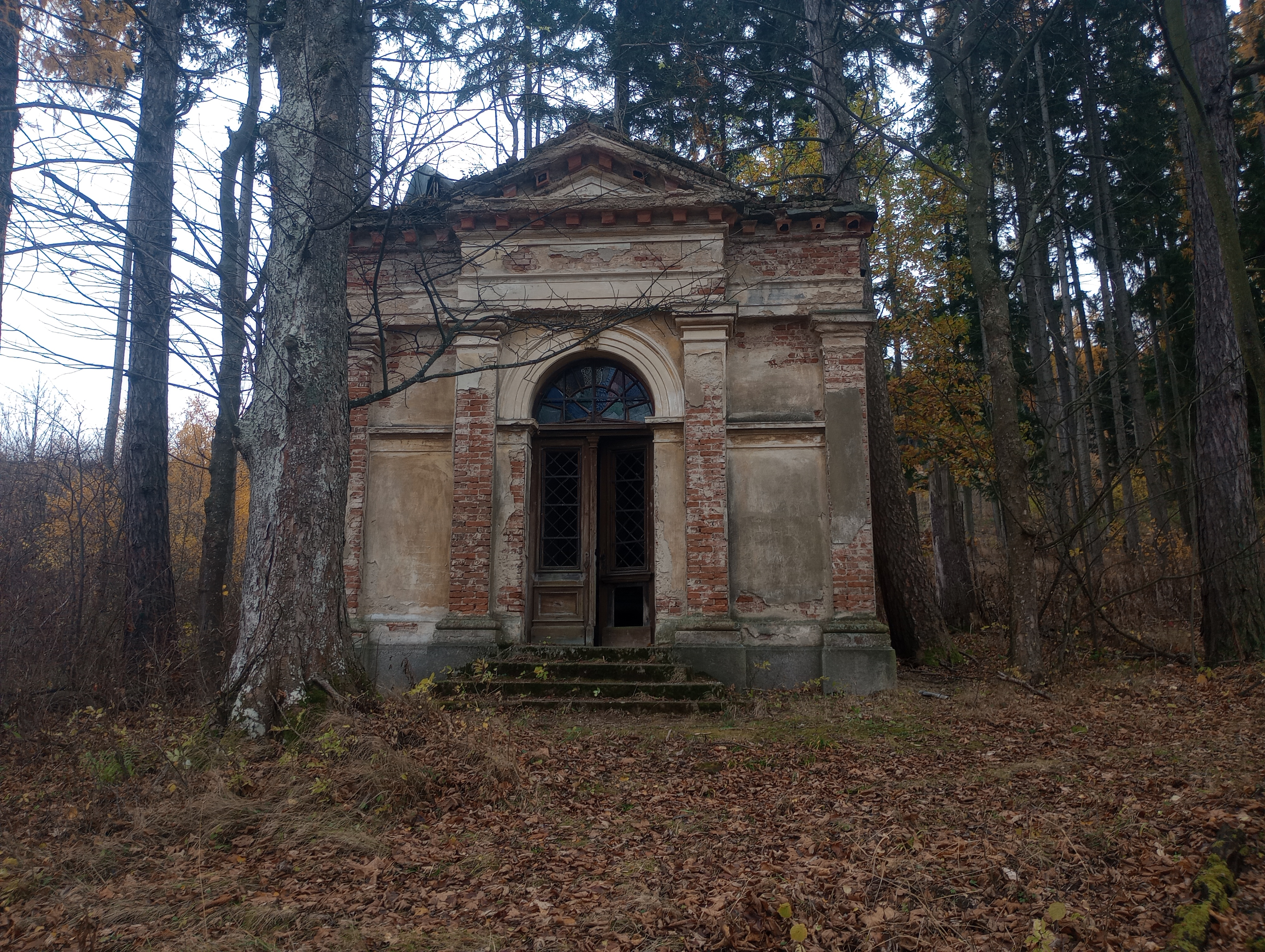
Průčelí hrobky
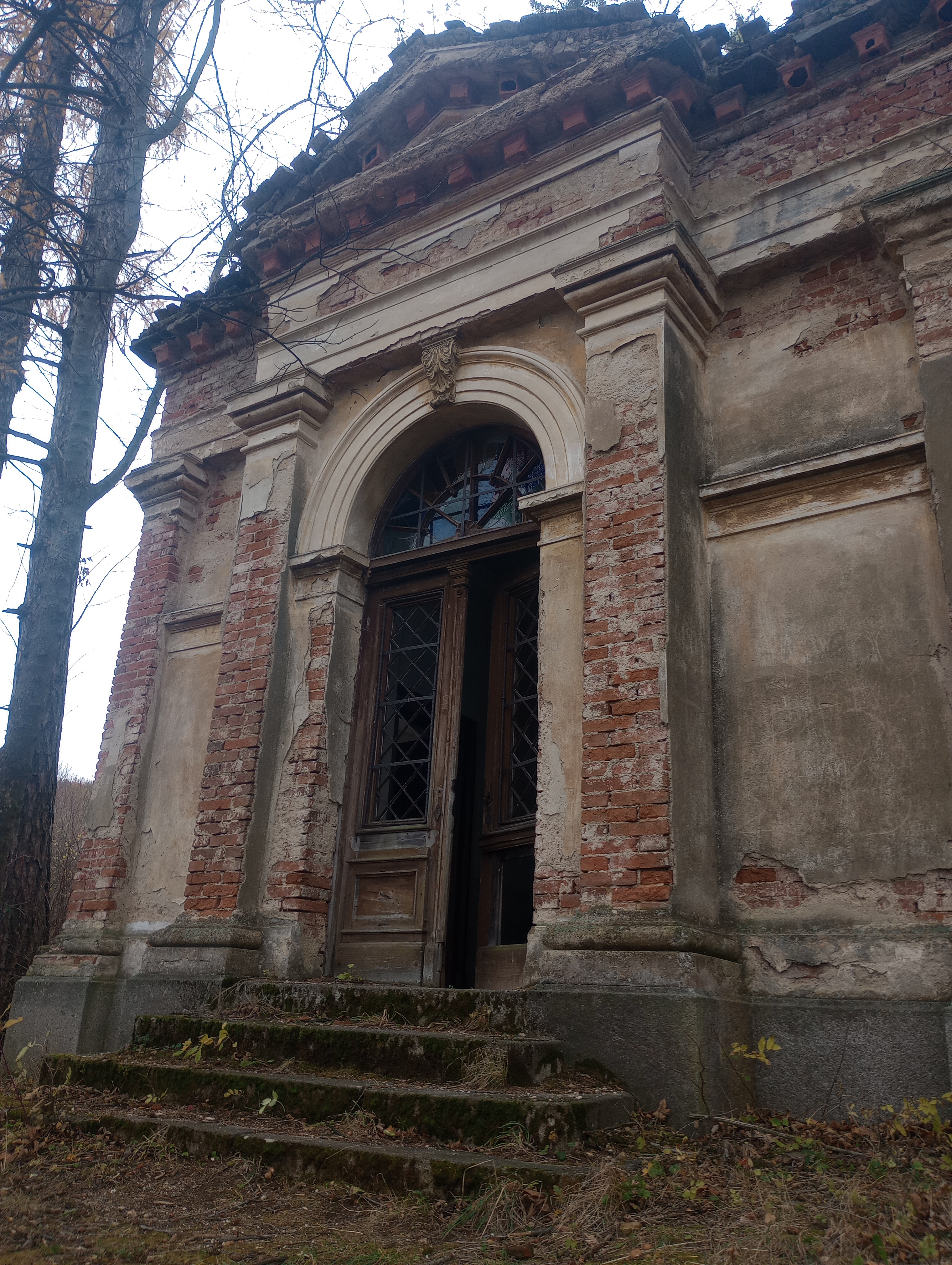
Vchod do hrobky
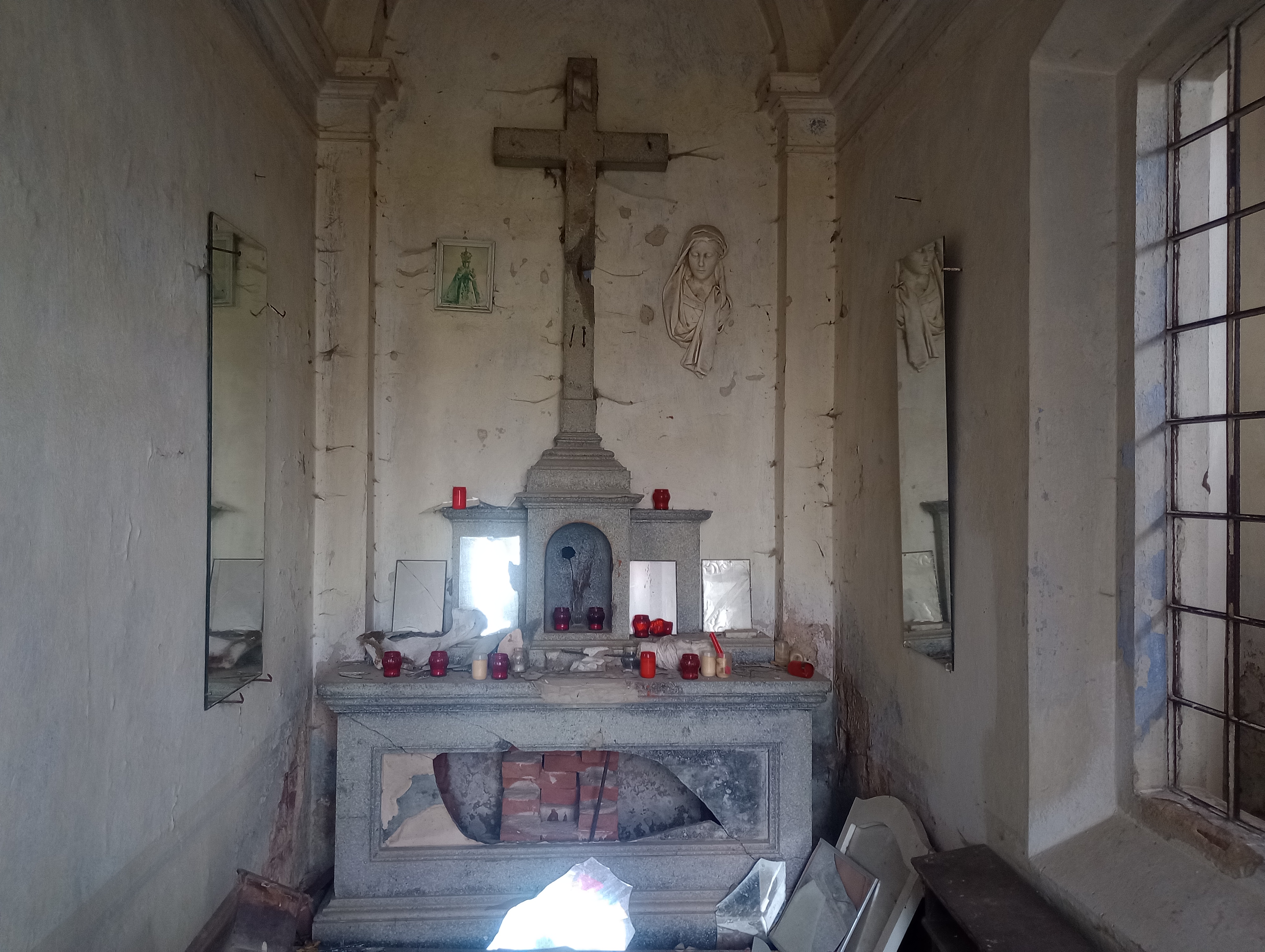
Poničený oltář
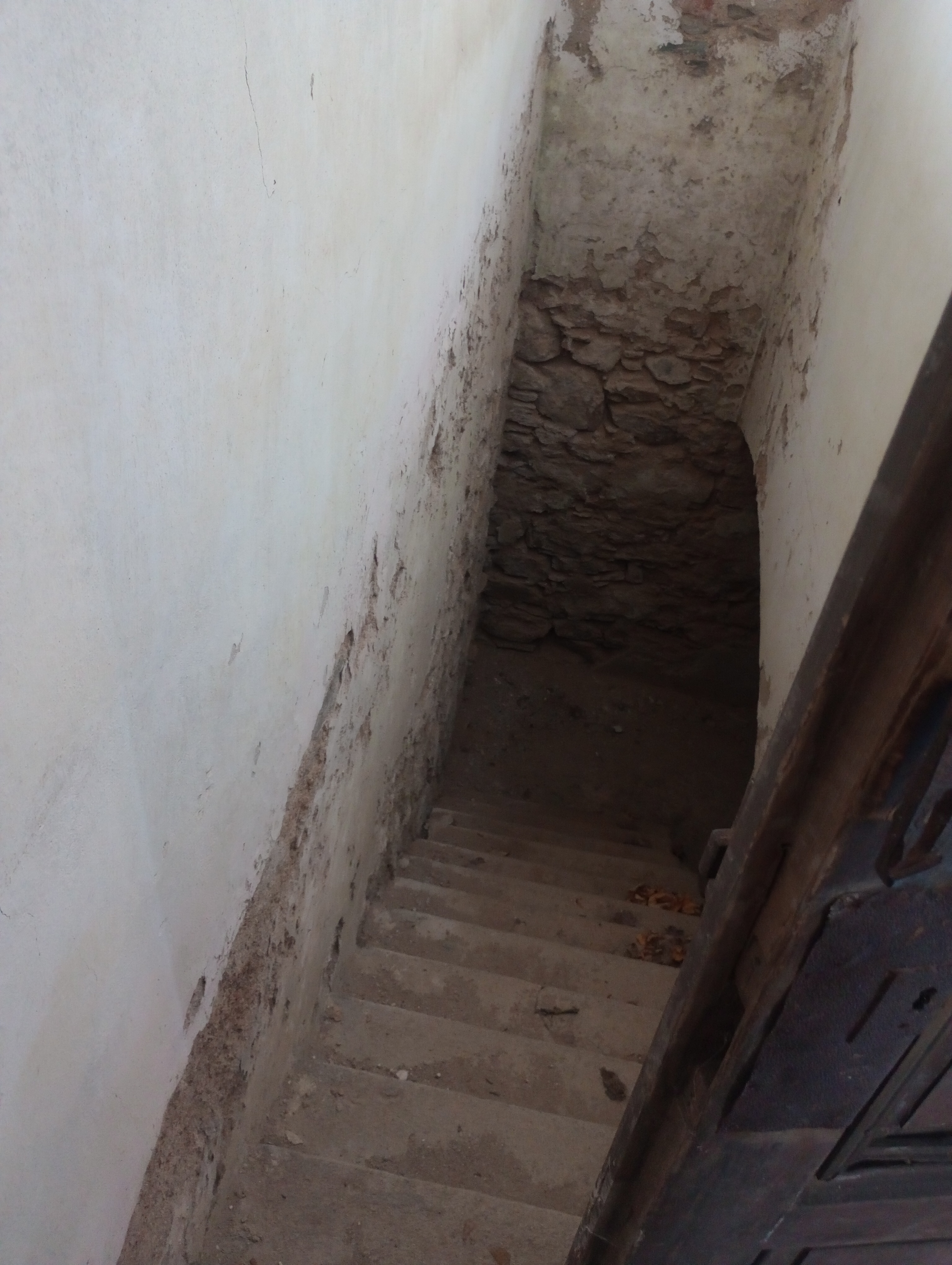
Schody do krypty
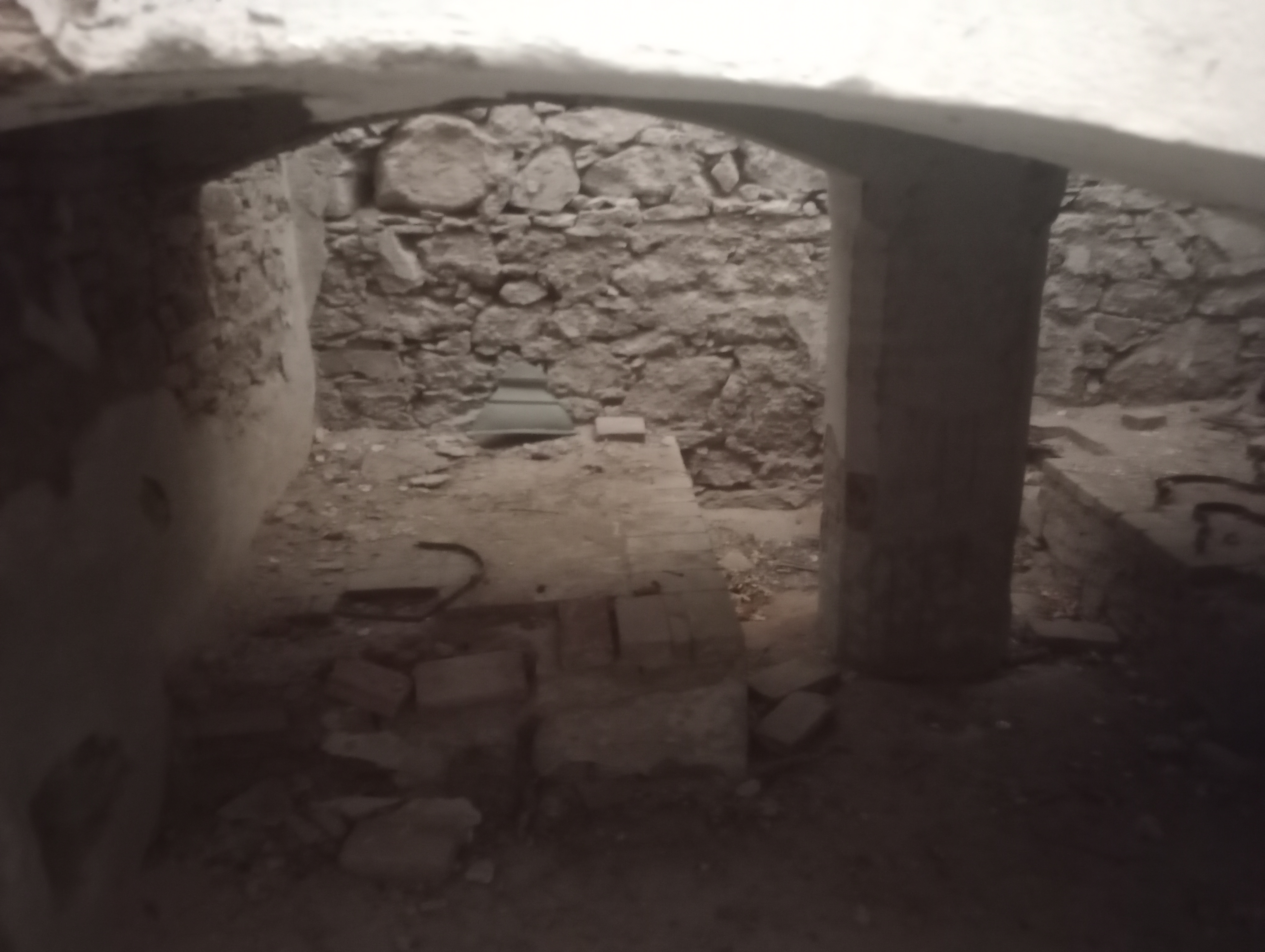
Krypta